# Squadra cinese di Fed Cup
La squadra cinese di Fed Cup rappresenta la Cina nella Fed Cup, ed è posta sotto l'egida della Associazione tennistica cinese (中国网球协会).
La squadra partecipa alla competizione dal 1981, senza averla mai vinta. Ad oggi il suo miglior risultato consiste nelle semifinali dell'edizione del 2008, perse contro la Spagna a Pechino.

## Risultati
| = Incontro del Gruppo Mondiale |

### 2010-2019
| Anno | Turno                         | Data         | Sede               | Avversario    | Punteggio | Esito     |
| ---- | ----------------------------- | ------------ | ------------------ | ------------- | --------- | --------- |
| 2010 | Gruppo Mondiale II            | 6-7 febbraio | Bratislava (SVK)   | Slovacchia    | 2 – 3     | Sconfitta |
| 2010 | Spareggi Gruppo Mondiale II   | 25-26 aprile | Helsingborg (SWE)  | Svezia        | 2 – 3     | Sconfitta |
| 2011 | Gruppo I, Fase a gironi       | 2 febbraio   | Nonthaburi (THA)   | India         | 2 – 1     | Vittoria  |
| 2011 | Gruppo I, Fase a gironi       | 3 febbraio   | Nonthaburi (THA)   | Thailandia    | 2 – 1     | Vittoria  |
| 2011 | Gruppo I, Fase a gironi       | 4 febbraio   | Nonthaburi (THA)   | Uzbekistan    | 0 – 3     | Sconfitta |
| 2011 | Gruppo I, Playoff 5º-6º posto | 5 febbraio   | Nonthaburi (THA)   | Corea del Sud | 1 – 2     | Sconfitta |
| 2012 | Gruppo I, Fase a gironi       | 2 febbraio   | Shenzhen (CHN)     | Taipei cinese | 3 – 0     | Vittoria  |
| 2012 | Gruppo I, Fase a gironi       | 3 febbraio   | Shenzhen (CHN)     | Uzbekistan    | 3 – 0     | Vittoria  |
| 2012 | Gruppo I, Playoff             | 4 febbraio   | Shenzhen (CHN)     | Kazakistan    | 2 – 0     | Vittoria  |
| 2012 | Spareggi Gruppo Mondiale II   | 21-22 aprile | Buenos Aires (ARG) | Argentina     | 0 – 3     | Sconfitta |
| 2013 | Gruppo I, Fase a gironi       | 6 febbraio   | Astana (KAZ)       | Corea del Sud | 2 – 1     | Vittoria  |
| 2013 | Gruppo I, Fase a gironi       | 7 febbraio   | Astana (KAZ)       | Uzbekistan    | 1 – 2     | Sconfitta |
| 2013 | Gruppo I, Fase a gironi       | 8 febbraio   | Astana (KAZ)       | Taipei cinese | 3 – 0     | Vittoria  |
| 2013 | Gruppo I, Playoff 3º-4º posto | 9 febbraio   | Astana (KAZ)       | Thailandia    | 1 – 2     | Sconfitta |
| 2014 | Gruppo I, Fase a gironi       | 5 febbraio   | Astana (KAZ)       | Uzbekistan    | 1 – 2     | Sconfitta |
| 2014 | Gruppo I, Fase a gironi       | 6 febbraio   | Astana (KAZ)       | Corea del Sud | 3 – 0     | Vittoria  |
| 2014 | Gruppo I, Fase a gironi       | 7 febbraio   | Astana (KAZ)       | Taipei cinese | 3 – 0     | Vittoria  |
| 2014 | Gruppo I, Playoff 3º-4º posto | 8 febbraio   | Astana (KAZ)       | Kazakistan    | 0 – 2     | Sconfitta |
| 2015 | Gruppo I, Fase a gironi       | 4 febbraio   | Canton (CHN)       | Kazakistan    | 1 – 2     | Sconfitta |
| 2015 | Gruppo I, Fase a gironi       | 5 febbraio   | Canton (CHN)       | Thailandia    | 2 – 1     | Vittoria  |
| 2015 | Gruppo I, Fase a gironi       | 6 febbraio   | Canton (CHN)       | Taipei cinese | 2 – 1     | Vittoria  |
| 2015 | Gruppo I, Playoff             | 7 febbraio   | Canton (CHN)       | Corea del Sud | 1 – 2     | Sconfitta |